# 涂惠源
涂惠源（英語：Michael Tu；1966年1月22日—），是臺灣作曲家和音樂製作人。

## 經歷
2014年，擔任《中国好声音》第三季那英戰隊的夢想導師。

## 家庭
涂惠源曾與黄绮珊結婚，此外涂惠源和舞蹈老師張淳淳育有一女夏沐。2010年，涂惠源與呂婕菲結婚，2021年，呂婕菲生下一子。

## 作曲作品
- 《中国人》
- 《往事隨風》
- 《聽海》
- 《剪愛》[4]
- 《讓我一次愛個夠》

## 外部連結
- 涂惠源的新浪微博
- 涂惠源的Discogs页面（英文）